# Castelo de Alcalà
O castelo de Alcalà (hisn al-Qala), também chamado de Castelo de Benissili, situado no atual município de La Vall d'Alcalà, foi residência de Al-Azraq  e o centro das revoltas mudéjares que se seguiram à conquista do Reino de Valência por Jaime I de Aragão no século XIII.
A função histórica do castelo era a de vigiar e defender a entrada ao vale desde o interior.

## História
A fundação do castelo poderia remontar ao século XI sendo usado até o século XVI. A primeira notícia escrita data de 1245 no tratado do Pouet, assinado neste mesmo castelo entre Al-Azraq e o príncipe Afonso de Aragão em nome de Jaime I de Aragão, pelo qual o castelo ficava nas mãos de Al-Azraq. Finalmente, a 1 de junho de 1258, o castelo foi tomado por Jaime I, e cedido a Gil Eiximeni.